# Ненси Грин
Ненси Кетрин Грин (енгл. Nancy Catherine Greene; Отава, 11. мај 1943) је бивша канадска алпска скијашица. Освајачица је великог кристалног глобуса за прве две сезоне Светског купа, златних медаља на Олимпијским играма и светским првенствима. Тренутно обавља функцију сенатора у Парламенту Канаде.

## Биографија
Иако је рођена у Отави као дете се преселила са породицом у Росланд у Британској Колумбији. Тај планински крај је најстарији скијашки центар у Канади. С обзиром да су јој родитељи били пасионирани скијаши Гринова је од малих почела да скија. Већ у средњој школи такмичила се на Јуниорском првенству Канаде. Касније је постала најуспешнија канадска скијашица, са највећим бројем победа и у мушкој и у женској конкуренцији.

### Каријера
Због свог агресивног начина скијања добила је надимак „тигрица“. Освојила је првенство Канаде девет пута а три пута је била и првакиња Сједињених Држава.
Током 1967, Ненси Грин је прекинула доминацију Европљанки у алпском скијању победивши у првој сезони Светског купа. Те сезоне победила је на седам од шеснаест трка. Остварила је четири победе у велеслалому, две слалому и једну у спусту.
Наредне сезоне поново је била најбоља у укупном поретку Светског купа али је освојила и златну медаљу у велеслалому на Зимским олимпијским играма 1968. у Греноблу у Француској. Златну медаљу освојила је у великом стилу јер је остварила предност од 2,64 секунде у односу на другопласирану Ани Фамоз. Поред те медаље освојила је и сребро у слалому, као и злато у комбинацији које се рачунало за првенство света.

### Приватни живот
Након повлачења из активног такмичења до 1973. тренирала је канадску скијашку репрезентацију. Удата је за Ала Рејна са којим има два сина. Од 2. јануара 2009. Ненси Грин је сенатор испред Конзервативне странке Канаде у канадском Сенату.

### Освојени кристални глобуси
| Сезона | Дисциплина |
| ------ | ---------- |
| 1967.  | Укупно     |
| 1967.  | Велеслалом |
| 1968.  | Укупно     |
| 1968.  | Велеслалом |

### Победе у Светском купу
13 победа (3 у спусту, 7 у велеслалому, 3 у слалому)
| Датум             | Место       | Држава     | Дисциплина |
| ----------------- | ----------- | ---------- | ---------- |
| 7. јануар 1967.   | Оберштауфен | Немачка    | Слалом     |
| 8. јануар 1967.   | Оберштауфен | Немачка    | Велеслалом |
| 11. јануар 1967.  | Гринделвалд | Швајцарска | Велеслалом |
| 13. јануар 1967.  | Гринделвалд | Швајцарска | Спуст      |
| 19. март 1967.    | Вејл        | САД        | Велеслалом |
| 26. март 1967.    | Џексон Хол  | САД        | Слалом     |
| 26. јануар 1967.  | Џексон Хол  | САД        | Велеслалом |
| 10. јануар 1968.  | Гринделвалд | Швајцарска | Велеслалом |
| 15. фебруар 1968. | Гренобл *   | Француска  | Велеслалом |
| 23. фебруар 1968. | Шамони      | Француска  | Спуст      |
| 15. март 1968.    | Аспен       | САД        | Спуст      |
| 16. март 1968.    | Аспен       | САД        | Слалом     |
| 17. март 1968.    | Аспен       | САД        | Велеслалом |
| 31. март 1968.    | Росланд     | Канада     | Велеслалом |

* током сезоне 1968. трке на Зимским олимпијским играма су се рачунале за Светски куп.